# Yedigöller nationalpark

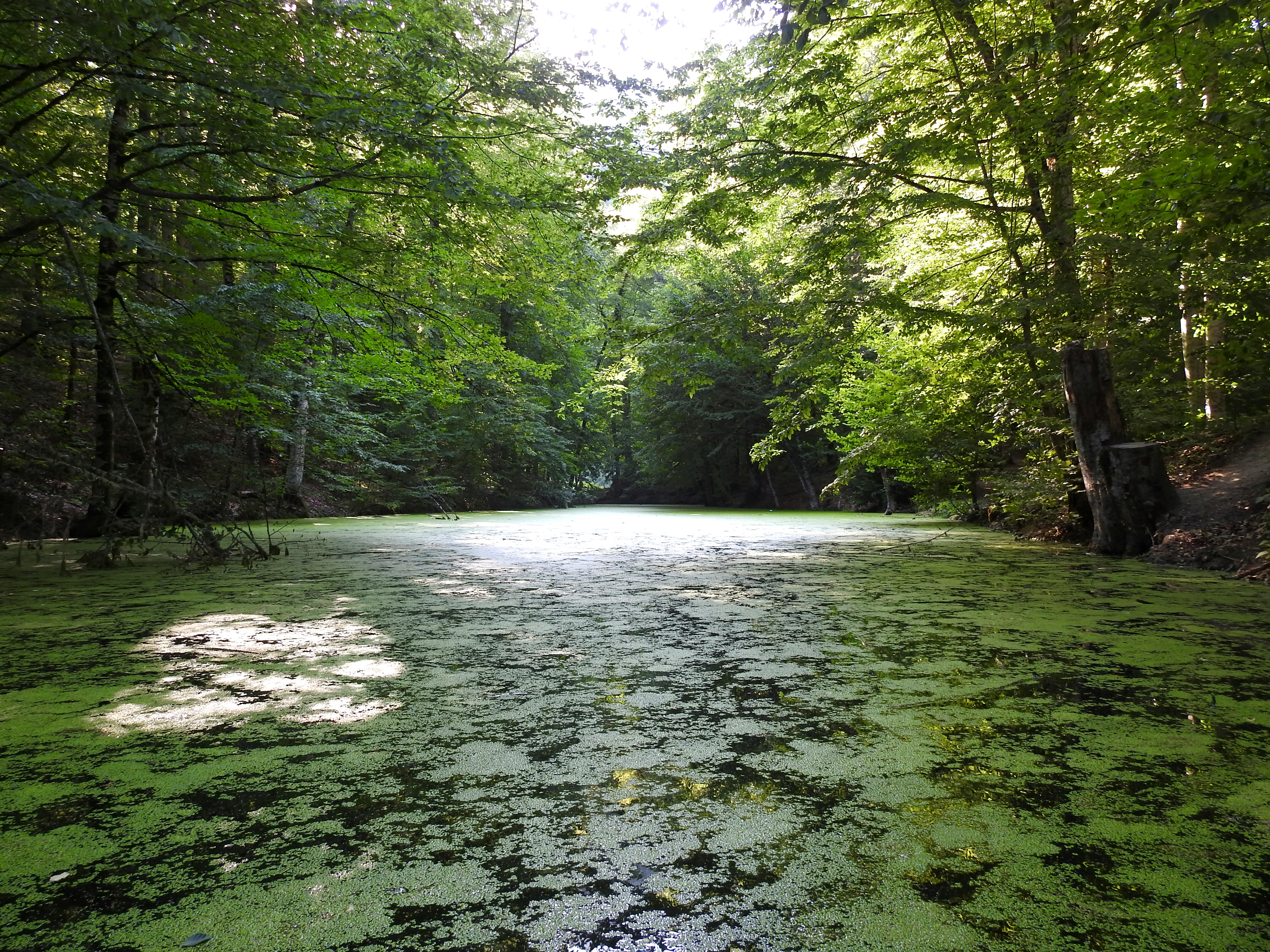

Yedigöller nationalpark (turkiska för: Sju sjöar) ligger i provinsen Bolu i Turkiet och är uppkallad efter de sju sjöarna Buyukgol, Deringol, Seringol, Nazligol, Sazligol, Incegol och Kucukgol. Nationalparken täcker en yta av 1 623 hektar och ligger cirka 900 meter över havet. Den inrättades 29 april 1965.
Skogarna i nationalparken bildas av träd som ek, al, hasselnöt och tall. Vanligt förekommande djur är hjortdjur, vargar, rävar och ekorrar. Nationalparken är känd för lövens starka höstfärger.